# Matthias Pintscher
Matthias Pintscher (29 de gener de 1971) és un compositor i director d'orquestra alemany. De jove, va estudiar violí i direcció.

## Vida i carrera
Pintscher va néixer a Marl, Renània del Nord-Westfàlia. Va començar els seus estudis musicals amb Giselher Klebe el 1988 a la Hochschule für Musik Detmold, a Detmold. El 1990 va conèixer Hans Werner Henze i el 1991 i el 1992 va ser convidat a l'escola d'estiu de Henze a Montepulciano, Itàlia. Posteriorment, va estudiar amb el compositor i flautista alemany Manfred Trojahn. Va tenir una beca de compositor jove Daniel R. Lewis amb l'Orquestra de Cleveland del 2000 al 2002.
L'octubre de 2010, Pintscher es va convertir en el primer artista en associació amb la BBC Scottish Symphony Orchestra. El juny de 2012, l'Ensemble InterContemporain va anunciar el nomenament de Pintscher com a pròxim director musical, a partir de la temporada 2013-14 de setembre, amb un contracte inicial de tres anys. Des de la temporada 2014/15, Pintscher va ser nomenat "artista resident" a la Ràdio Danesa per un període de tres anys. És professor de composició a la Juilliard School de Nova York. Durant la temporada 2014/15 és l'artista resident a la Philharmonie de Colònia.
Diverses de les seves obres orquestrals i vocals han estat interpretades en llocs com el Carnegie Hall i el Royal Albert Hall.
El seu concert de doble trompeta del 2012 Chute d'Étoiles - Hommage à Anselm Kiefer es va inspirar en l'obra d'Ígor Stravinski. Va ser interpretada per primera vegada per l'Orquestra de Cleveland al Festival de Lucerna el 2012. L'estrena als Estats Units va ser al Carnegie Hall, també amb l'Orquestra de Cleveland. El 16 de maig de 2013, la BBC Scottish Symphony Orchestra va interpretar el primer ministre del Regne Unit als Glasgow City Halls.
Pintscher viu a la ciutat de Nova York des del 2008.
El 21 d'agost de 2016, Pintscher va dirigir la seva pròpia peça Reflections on Narcissus juntament amb El somni d'una nit d'estiu de Mendelssohn als 48 Proms de la BBC.

## Obres publicades

### Piano
- Monumento I (1991)
- Tableau / Miroir (1992)
- Nacht. Mondschein (1994)
- on a clear day (2004)
- whirling tissue of light (2013)

### Música de cambra
- 2° quartetto d'archi (1990)
- Partita, per solo cello (1991)
- Omaggio Un Giovanni Paisiello per violí (1991, revised 1995)
- 4° quartetto d'archi "Ritratto di Gesualdo" (1992)
- Sieben Bagatellen mit Apotheose der Glasharmonika per clarinet baix (1993, revised 2001) o per clarinet (1994, revised 2001)
- Départ (Monumento III) per ensemble (1993, revised 1995)
- dernier espace avec introspecteur per acordió i cello (1994)
- Figura II / Frammento per quartet de corda (1997)
- Figura Jo per acordió i quartet de corda (1998)
- En nomine per viola sola (1999)
- Figura IV / Passaggio per quartet de corda (1999)
- Figura III per acordió (2000)
- Figura V / Assonanza Per cello (2000)
- Janusgesicht Per viola i cello (2001)
- Estudi jo per Treatise en el Vel per violí i cello (2004)
- II d'estudi per Treatise en el Vel per violí, viola i cello (2006)

### Música orquestral
- Invocazioni (1991)
- Devant une neige (Monumento II) (1993)
- Dunkles Feld - Berückung (1993, revised 1998)
- Choc (Monumento IV) (1996)
- Five Orchestral Pieces (1997)
- sur "Départ" (2000)
- with lilies white (2001-2)
- Towards Osiris (2005)
- Verzeichnete Spur (2006)
- Osiris (2008)
- Mar'eh (2011)
- Ex Nihilo (2011)
- idyll (2014)

### Concerts
- La Metamorfosi di Narciso per cello i ensemble (1992)
- tenebrae Per viola i petit ensemble amb electrònica viva (2000-1)
- en sourdine Per violí i orquestra (2003)
- Reflexions damunt Narcís per cello i orquestra (2005)
- Transir Per flauta i orquestra de cambra (2006)
- Eclipsi sònic per solo trumpet, banya de solo i ensemble (2009-2010)
- Chute d'Etoiles Per 2 trumpets i orquestra (2012)
- Un despertar Per cello i orquestra (2017)

### Música teatral
- Gesprungene Glocken (1993-4, revised 2000)
- Thomas Chatterton, òpera (1994-8)
- L'espace dernier (2002-3)

### Veu
- Gesprungene Glocken Per soprano i orquestra (1996)
- Un twilight cançó per soprano i set instruments (1997)
- Música de "Thomas Chatterton" per baríton una orquestra (1998)
- Monumento V Per vuit veus, 3 cellos i ensemble (1998)
- Hérodiade Fragmente Per soprano i orquestra (1999)
- Lieder und Schneebilder Per soprano i piano (2000)
- Vers quelque Part... - façons de partir Per les veus i la percussió de les dones (2000) o per les veus de les dones, percussió, tres cellos i electrònica viva (2001)
- Ella-Cholat Ahavah Ani (Shir ha-Shirim V) per cor mixt un cappella (2008)
- Cançons del jardí de Solomon per baríton i orquestra de cambra (2009)